# Frieda Kassen
Frieda Kassen (* 2. November 1895 in Neuhof (Zossen) (Zossen bei Berlin); † 10. Juli 1970 in Bremen) war eine deutsche Politikerin (SPD) und sie war Mitglied der Bremischen Bürgerschaft. 

## Biografie

### Ausbildung und Beruf
Kassen war die Tochter eines Bauarbeiters. Der Vater wurde aus politischen Gründen häufig entlassen und so  zog die Familie oft um. Als der Vater früh starb, arbeitete die Mutter als Waschfrau. Kassen lernte als Verkäuferin. In den 1920er Jahren arbeitete sie  in einer Strumpffabrik in Görlitz. Hier wurde sie zur Betriebsratsvorsitzenden gewählt.

### Politik
Kassen trat 1922 in die SPD ein. Nach 1945 wurde sie Stadtverordnete in Görlitz und Vorsitzende der dortigen Handels- und Transportgewerkschaft. Auf Grund der Schwierigkeiten, die sie als ehemalige Sozialdemokratin mit der SED hatte, zog sie 1949 nach Bremen um. Sie wurde sofort wieder in der SPD und der Gewerkschaft  politischer aktiv.   
Sie war von 1952 bis 1967 für die SPD rund 15 Jahre lang Mitglied der Bremischen Bürgerschaft und in verschiedenen Deputationen  tätig. Sie wirkte in den Deputationen für das Wohlfahrtswesen, für das Bauwesen und für Wiedergutmachung mit. In der Bürgerschaft vertrat sie entschieden die gewerkschaftlichen Positionen. 

### Weitere Mitgliedschaften
Kassen leitete den Kreisfrauenausschuss des Deutschen Gewerkschaftsbundes (DGB) und die Frauenarbeit in der Gewerkschaft Nahrung-Genuss-Gaststätten (NGG). Noch 1966 nahm sie als Delegierte an dem Gewerkschaftstag der NGG teil.